# Кора Терри
«Ко́ра Те́рри» (нем. Kora Terry) — художественный фильм производства Германии 1940 года режиссёра Георга Якоби. Экранизация одноимённого романа Ханса Каспара фон Цобельтица, опубликованного годом ранее. Для Марики Рёкк фильм «Кора Терри», в котором она сыграла сразу две главные роли сестёр Мары и Коры, проложил путь на вершины германского музыкального кинематографа.

## Создание
Съёмки фильма начались 27 марта 1940 года на киностудии в Бабельсберге и закончились в июле того же года.
Фильм в пропагандистских целях выстроен на противопоставлении двух женских типов сестёр. Брюнетка Кора — ненадёжный, легкомысленный человек, высокомерная и жестокая эгоистка. Она пьёт, курит и флиртует со всеми подряд, проигрывает деньги в казино и не заботится о своём ребёнке. Она выступает на сцене в откровенных нарядах и не испытывает стыда, свои песни Кора исполняет энергично и без эмоциональных затрат. Сестра Коры Мара — её полная противоположность, блондинка и идеал национал-социалистической пропаганды. Мара ведёт себя сдержанно и скромно, носит приличные наряды, у неё ангельский голосок. Мара скучает по семье и заботится о племяннице. В отношениях с мужчинами в отличие от доминантной сестры Мара проявляет слабость и нуждается в защите.
Противоположные по характеру персонажи сестёр Терри позволили Рёкк продемонстрировать свои способности в актёрском перевоплощении, которые до начала съёмок ещё подвергались сомнению. Режиссёр фильма Георг Якоби защищал супругу от критики: «Я знаю свою жену. Она наивный ребёнок и безумно эротичная женщина, в ней есть эти контрастные черты». Йозефу Геббельсу вообще не нравились двойные роли, и он тоже критиковал замысел режиссёра, требуя взять вторую актрису. Тем не менее, фильм был снят с Рёкк в обеих ролях, и только на несколько сцен пригласили дублёршу. По воспоминаниям композитора фильма Петера Кройдера, в дублёрши Рёкк взяли заключённую концлагеря, которая после съёмок всё же обрела свободу. По словам Марики Рёкк, Геббельс положил фильм «Кора Терри» на шесть месяцев на полку за то, что его распоряжения по поводу дублёрши были проигнорированы. Премьера фильма состоялась 27 ноября 1940 года в берлинском «Капитоле». Фильм получил ограничение в прокате для молодёжи и в праздники, требующие соблюдения тишины. Кинокритики хвалили фильм за великолепно оформленные танцевальные номера, из которых особо выделяется танец со змеями. К недостаткам фильма был отнесён не всегда убедительный сюжет.

## Сюжет
Директор мюзик-холла «Одеон» Бартош вынужденно принимает на работу вместо внезапно уволившегося исполнителя сестёр Терри. Их родители были успешными актёрами варьете, но девушкам пока не удаётся найти постоянной работы. После смерти родителей сестёр опекает друг семьи Тобс. На первой репетиции в мюзик-холле вовремя появляется только добросовестная блондинка Мара Терри, а её легкомысленная сестра-брюнетка опоздав ведёт себя вызывающе дерзко, возомнив себя звездой. Во время первого же выступления на следующий день Кора, гулявшая на вечеринках всю прошедшую ночь, не справляется со сложным акробатическим номером и роняет сестру. Травмированную Мару уносят со сцены, но Кора хладнокровно продолжает их общий номер и срывает аплодисменты. У Мары серьёзное растяжение связок, и она не может выступать некоторое время. Кора тем временем флиртует с капельмейстером мюзик-холла Мишей Варани. Когда-то он был известным скрипачом-виртуозом, но в результате многочисленных интрижек опустился до должности пианиста-капельмейстера. Кора надеется, что он будет писать для неё песни. Помимо Миши меркантильная Кора крутит роман с состоятельным промышленником Бородиным. В один из вечеров Бородин в шутку отказывает Коре купить понравившееся ей кольцо, и та не долго думая в отместку крадёт с его рабочего стола важный чертёж. Бородин через несколько минут признаётся в розыгрыше и дарит Коре кольцо, но Кора на радостях забывает вернуть на место чертёж. Сёстрам Терри предложили контракт в Африке, Кора уговаривает Мишу поехать с ней, и тот увольняется из «Одеона». Но впоследствии Кора бросает Мишу и устраивает так, чтобы ему в контракте в Африке отказали. Незадолго до отъезда в Африку Мара, с первого взгляда влюбившаяся в Мишу Варани, обещает ему сохранить их дружеские отношения. Мара напоследок навещает в приюте королевы Луизы свою племянницу Илону, дочь Коры, обделённую материнским теплом.
В Африке сёстры работают сольно. Кора — звезда концертной программы отеля «Амбассадор», особым успехом пользуется её танец со змеями. Мару приняли танцовщицей и певицей в небольшой бар, где ещё и обязали танцевать с назойливыми гостями. Как-то защитивший её от домогательств актёр балета дарит ей даже пистолет. Кора пропадает в казино, увлёкшись азартными изграми. Там она знакомится с сомнительным типом Вопеску, осведомлённым об истории с чертежом, который пытается завербовать её в шпионки, шантажируя её арестом. В действительности у Бородина возникли большие неприятности в связи с пропажей документа. Оказавшись в долгах, Кора безуспешно пытается занять денег у сестры и в конце концов решается продать чертёж Вопеску. Чертёж в вещах Коры находят Тобс и Мара, которые пытаются предотвратить государственное преступление. Мара в отчаянии стреляет в сестру, пытаясь остановить её, Кора падает с лестницы и ломает себе шею. Тобс берёт вину на себя, чтобы Мара могла позаботиться о своей племяннице Илоне, и приговаривается к пяти годам исправительных работ за смерть Мары Терри, а сама Мара продолжает жизнь под именем своей успешной сестры и работает по заключённым Корой контрактам.
В последующие годы Мара с успехом выступает в США и, вернувшись в Европу, гастролирует в Риме, где в это же время проходят сольные концерты Михаэля Варани. После увольнения из «Одеона» он вернулся к скрипке и получил дополнительное музыкальное образование. Варани из газет узнаёт о гастролях Коры Терри и приходит на один из её концертов, где с удивлением отмечает, что Кора очень изменилась в лучшую сторону. Мару шантажирует Вопеску, который принимает её за Кору. Мара отказывается выполнить его требования, и Вопеску пишет на шпионку заявление в полицию. Мара получает телеграмму из приюта о тяжёлой болезни Илоны и незамедлительно выезжает на родину, где её поджидает полиция. В это время в Риме объявляется Тобс, которого досрочно выпустили из тюрьмы за хорошее поведение, он рассказывает Мише Варани всю правду о произошедшем в Африке. Арестованная Мара на допросе также рассказывает правду, но ей поначалу никто не верит. Показания прибывшего ей на помощь Тобса суд тоже не убеждают. Личность Мары смог подтвердить только её врач на основании старого рентгеновского снимка ноги, сделанного после её травмы на сцене. Оправданная Мара наконец-то может признаться в своих чувствах к Мише Варани.

## В ролях
- Марика Рёкк — Кора и Мара Терри
- Вилль Квадфлиг — Михаэль Варани
- Йозеф Зибер — Карел Тобиас по прозвищу «Тобс»
- Вилль Дом — агент Мёллер
- Герберт Хюбнер — Штефан Бородин
- Флоккина фон Платен — Олли Лауренц, его сестра
- Ханс Лайбельт — Бартош, директор «Одеона»
- Урсула Геркинг — фройляйн Хаазе
- Франц Шафхайтлин — Вопеску
- Пауль Медеров — следователь